# Arma contundente

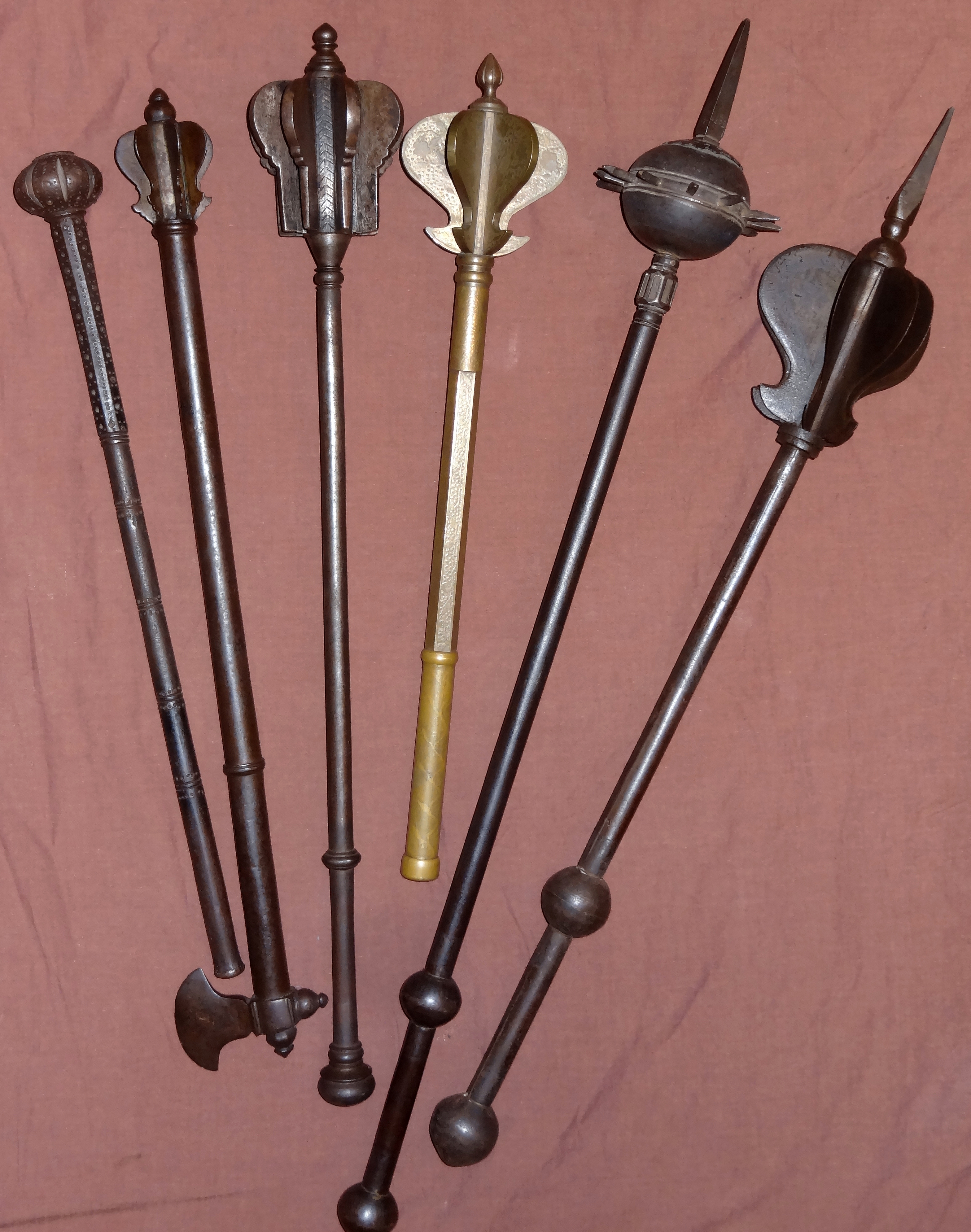
Esempi di mazze contundenti indo-persiane

Per arma contundente si intende un particolare tipo di arma, usata nel combattimento corpo a corpo, in grado di infliggere lesioni agli avversari per contusione.

## Tipologia
Alcuni esempi di armi contundenti possono essere: un bastone, una mazza, una clava, un manganello, un tirapugni, i tonfa.
Inoltre, molti oggetti possono essere utilizzati come armi contundenti anche senza esserlo, infatti l'effetto contundente può infatti essere prodotto, su una superficie più vasta ma con danni non meno profondi, da qualsiasi oggetto, anche di uso comune.